# Gran revuelta siria
La Gran Revuelta Siria (en árabe: الثورة السورية الكبرى‎) fue un levantamiento general de los árabes en los mandatos franceses de Líbano y Siria entre los años 1925 y 1927, cuyo objetivo era la independencia. Francia tuvo el control de la región desde finales de la Primera Guerra Mundial. 
La revuelta no fue coordinada; convergieron diferentes facciones (sunitas, drusos, alauitas, cristianos, y chiitas) en diferentes lugares con el objetivo común de expulsar a los franceses. Sin embargo, la revuelta acabó siendo sofocada.

## Contexto
En 1918, hacia el fin de Primera Guerra Mundial, las fuerzas del imperio otomano se retiraron de Siria tras ser derrotado por el Eje Aliado (Gran Bretaña y Francia) y sus aliados hachemitas, la armada Sharifiana del Hejaz. Los franceses y británicos prometieron a los hachemitas el control sobre un estado árabe unido cuando los otomanos se hubiesen ido, albergando todas las tierras de habla árabe. Sin embargo, fueron traicionados por las naciones europeas por el acuerdo secreto de Sykes–Picot.
La soberanía árabe no era un concepto nuevo. Las fuerzas francesas que entraron en Siria afrontaron la resistencia de facciones locales en el del norte en 1919, destacando el prominente sheij alauita Saleh al-Ali que promovió una revuelta en la Cordillera litoral siria, e Ibrahim Hananu que dirigió la revuelta en Alepo y sus alrededores. Ambos líderes defendían la idea de una Gran Siria soberana y con Emir Faisal, el hijo de Sharif Husayn, como presidente. En marzo de 1920 los hachemitas establecieron el Reino de Siria con Faisal como rey y la capital en Damasco.
En la Conferencia de San Remo (celebrada en abril de 1920), los países aliados se repartieron los territorios árabes que previamente fueron del imperio Otomano mediante la aprobación de mandatos en la recién creada Sociedad de las Naciones. de esta manera, Gran Bretaña tomó el control de Palestina, Transjordania (Jordania) e Irak, mientras Francia tomó el control de Siria y Líbano. Esta transferencia de autoridad de los otomanos a los franceses no fue bien recibida por los habitantes sirios (excepto por los cristianos maronitas del Monte Líbano). En la breve guerra Franco-Siria, la armada árabe hachemita fue derrotada por los franceses en la Batalla de Maysalun, el 23 de julio, disolviendo el reino sirio. Francia entonces dividió el país a varias entidades autónomas: el Estado de Damasco, el Estado de Alepo, el Gran Líbano, el Estado Alauita y el Estado de Jabal Druze. Sin embargo, muchos nacionalistas permanecieron en Siria, para seguir luchando por la independencia.

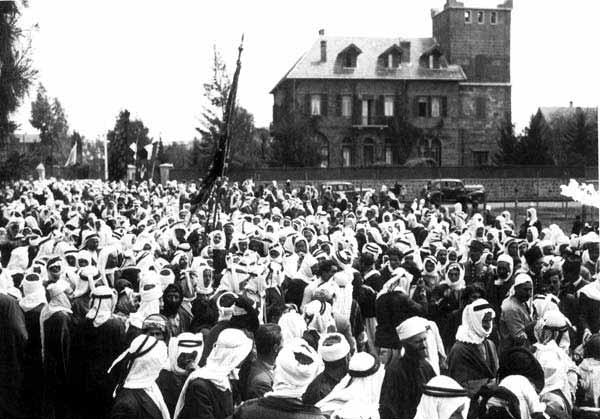
Drusos en Suwayda dando la bienvenida al sultán Al-Atrash y a otros rebeldes a la vuelta del exilio en 1937

## Causas

### Alienación de la élite
Una de las razones más importante tras el estallido de la Gran Revuelta Siria fue la relación francesa con las élites locales. El imperio Otomano, especialmente en sus últimos siglos, había cedido mucha autoridad a los poderes locales, pues muchas de las funciones administrativas cotidianas eran llevadas a cabo por el nivel local. El sistema Millet otomano permitió a las diferentes afiliaciones religiosas mantener sus estándares legales propios (por ejemplo, la sharia para todos los musulmanes, pero no para judíos, cristianos ortodoxos o católicos).
Sin embargo, las potencias europeas tenían poca comprensión de las complejidades del gobierno otomano y no reconocieron que la desaparición de la autoridad nacional no significaba que la administración dejara de existir a nivel local. En el Mandato de Siria, los franceses asumieron que los sirios eran incapaces de practicar el autogobierno y, por lo tanto, instituyeron un sistema que aparentemente sirvió para capacitar a los sirios en esa responsabilidad. Los administradores franceses fueron asignados a todos los niveles de gobierno, y su papel era, oficialmente, capacitar a sus homólogos sirios en esa función en particular.
La realidad de la situación era muy diferente. En lugar de enseñar, los asesores desempeñaron las funciones de esa oficina. El efecto fue que los gobernantes locales se molestaron por ser tratados como si no supieran cómo realizar las funciones que habían estado realizando durante siglos y se opusieron a esta usurpación de su poder. Además, la autoridad había residido tradicionalmente en manos de unas pocas familias, mientras que los administradores europeos abandonaron los sistemas de casta y clase, socavando esta élite al abrir oficinas al público en general.

### Lealtad de tribus
Fuera de las ciudades, los franceses no lograron conquistar a las poblaciones nómadas, muchos de los cuales elevaron el estandarte de guerra de la revuelta en 1925. El Imperio Otomano había iniciado el proceso de sedentarización tribal, pero no fue hasta el Mandato francés de Siria que las tribus comenzaron a perder su estilo de vida nómada.
Tras la Primera Guerra Mundial, el territorio en el que las tribus nómadas se desplazaban quedó dividido entre Turquía, el Mandato de Siria y el Mandato de Mesopotamia, cada uno controlado por diferentes poderes, lo que limitaba su libertad de movimiento. En Siria, el proceso de industrialización fue rápido; Las carreteras se construyeron rápidamente, los automóviles y autobuses se convirtieron en transportes comunes. La situación de los nómadas se vio exacerbada por la afluencia de armenios y kurdos del nuevo país de Turquía, que se establecieron en las regiones del norte del Mandato.
Para pacificar, o al menos controlar, a las tribus, los franceses instituyeron varias medidas restrictivas; Por ejemplo, las tribus no podían portar armas en áreas colonizadas y tenían que pagar impuestos globales sobre el ganado. Además, los franceses intentaron sobornar a los líderes tribales; pero aunque esto funcionó en algunos casos, causó resentimiento en otros. Cuando estalló la Gran Revuelta Siria en 1925, miles de tribus estaban ansiosos por luchar contra los franceses.

### Sentimiento nacionalista
El nacionalismo sirio fue fomentado en el reino efímero de Faysal, pero tras su disolución, muchos nacionalistas afiliados a su gobierno huyeron del país para evitar condenas de muerte, arrestos y hostigamiento por parte de los franceses. Algunos fueron a Amán, donde encontraron que Amir Abdullah simpatizaba con su causa; pero bajo la creciente presión de los británicos, el joven Abdullah los expulsó de Transjordania. Estos se unieron a otros nacionalistas sirios en El Cairo en 1921, cuando se fundó el Congreso sirio-palestino.
En 1925, en preparación para las próximas elecciones, el alto comisionado general Maurice Sarrail permitió la organización de partidos políticos. El Congreso sirio-palestino había demostrado ser un cuerpo ineficaz, y sus facciones sirias regresaron a Siria. Fundaron el Partido Popular en Damasco, que se caracterizó por un liderazgo de la intelectualidad antagónico hacia las élites locales, sin programas sociales o económicos, con apoyo organizado en torno a individuos. Aunque no estaban preparados y no esperaban un levantamiento, los elementos nacionalistas en Damasco estaban ansiosos por participar cuando surgiese uno.

### Maltrato a la población drusa
La chispa que encendió la Gran Revuelta Siria fue el trato francés de la población drusa. En 1923, los líderes de Jabal al-Druze, una región mayoritariamente drusa del sureste del Mandato de Siria, habían llegado a un acuerdo con las autoridades francesas, esperando el mismo grado de autonomía que habían disfrutado bajo el Imperio Otomano.
La sociedad drusa estaba gobernada por un consejo de notables, los majlis, que seleccionaban a uno de ellos para un puesto ejecutivo limitado. Tradicionalmente, este papel había estado dominado por la familia Al-Atrash desde la derrota de los drusos libaneses en 1860. Pero en 1923, poco después del acuerdo con los franceses, Selim al-Atrash renunció. Aprovechando la desunión de la familia al-Atrash en la selección de un sucesor, los majlis atacaron su poder al elegir a un oficial francés del Service des Renseignements, el Capitán Cabrillet. Aunque inicialmente solo fue designado por tres meses, más tarde su mandato se extendió indefinidamente.
El Capitán Cabrillet se embarcó en una serie de reformas exitosas de modernización, pero en el proceso, recaudó los impuestos drusos en su totalidad, desarmó a la población y utilizó el trabajo forzado de prisioneros y campesinos, molestando a una parte significativa de la población. Mientras tanto, el sultán Al-Atrash, el miembro más ambicioso de la familia Al-Atrash, envió una delegación a Beirut para informar al Alto Comisionado francés, general Maurice Sarrail, que las acciones del Capitán Cabrillet estaban antagonizando a la mayoría de la población drusa. En lugar de escuchar a los delegados, Sarrail los encarceló. Al enterarse de esto, los drusos devolvieron su apoyo a la familia al-Atrash, que en este punto respaldaba al sultán al-Atrash, y se rebelaron contra los franceses (e indirectamente contra los majlis, que los habían elevado al poder).

## Revolución
El 23 de agosto de 1925, el sultán Pasha al-Atrash declaró oficialmente la revolución contra Francia. Al llamar a las diversas comunidades étnicas y religiosas de Siria a oponerse al dominio extranjero de su tierra, al-Atrash logró obtener la ayuda de grandes sectores de la población en una revuelta que ahora se extendió por toda Siria, liderada por figuras tan notables como Hassan al-Kharrat, Nasib al-Bakri, Abd al-Rahman Shahbandar y Fawzi al-Qawuqji.
La lucha comenzó con la Batalla de al-Kafr el 22 de julio de 1925, la Batalla de al-Mazra'a del 2 al 3 de agosto de 1925, y las batallas posteriores de Salkhad, al-Musayfirah y As-Suwayda. Después de las victorias iniciales de los rebeldes contra los franceses, Francia envió miles de tropas a Siria y Líbano desde Marruecos y Senegal, equipadas con armas modernas, en comparación con los escasos suministros de los rebeldes. Esto alteró drásticamente los resultados y permitió a los franceses recuperar muchas ciudades, aunque la feroz resistencia duró hasta la primavera de 1927. Los franceses condenaron a muerte al Sultán al-Atrash y otros líderes nacionales, pero al-Atrash escapó con los rebeldes a Transjordania y fue eventualmente perdonado. En 1937, después de la firma del Tratado de independencia ffranco-sirio, regresó a Siria, donde se encontró con una gran recepción pública.

## Curso de la guerra
Inicialmente, los franceses estaban mal equipados para responder al estallido de violencia. En 1925, el número de tropas francesas en el Mandato de Siria estaba en su punto más bajo, con solo 14.397 hombres y oficiales, con 5.902 auxiliares sirios adicionales, por debajo de los 70.000 en 1920. En 1924, el representante francés informó a la Comisión de mandatos permanentes que «el pequeño estado de Djebel-Druze [es] de poca importancia y [tiene] solo unos 50,000 habitantes». En consecuencia, los drusos, cuando se rebelaron en septiembre de 1925, tuvieron un gran éxito, y después de una serie de victorias, incluida la aniquilación de una columna de ayuda francesa, capturaron el fuerte en as-Suwayda.
En lugar de enfrentarse a los drusos en el invierno, los franceses decidieron retirarse temporalmente, una decisión señalada por el nuevo alto comisionado, Henry de Jouvenel, como un error táctico, ya que no representaba la fuerza militar francesa y alentó una rebelión regional para alcanzar dimensiones nacionales. De hecho, la débil respuesta inmediata de los franceses invitó a la intervención de la élite local descontento, los miembros de las tribus y los nacionalistas vagamente conectados con sede en Damasco.
Las tribus nómadas fueron las primeras en aprovechar la oportunidad presentada por la revuelta, quienes utilizaron la ausencia de la autoridad francesa (las tropas habían sido retiradas para concentrarse en la región rebelde) para aprovecharse de los granjeros y comerciantes, creando así una atmósfera de simpatía por los drusos rebeldes.
Los nacionalistas se unieron a la revuelta drusa en relativamente poco tiempo, forjando una alianza con el sultán al-Atrash dentro de las seis semanas posteriores al comienzo del levantamiento, y estableciendo un gobierno provisional nacional en Jabal-Druze con al-Atrash como presidente y el Dr. Abd al- Rahman Shahbandar, líder del Partido Popular, como Vicepresidente.

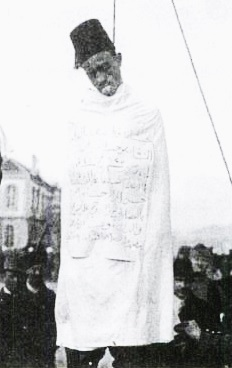
El comandante rebelde Fakhri al-Kharrat, hijo de Hasan al-Kharrat, ahorcado por los franceses en enero de 1926.

En respuesta al estallido de violencia, Jouvenal declaró elecciones libres y populares para cada área que no había sido afectada por la rebelión a principios de 1926. La mayoría de las elecciones se celebraron pacíficamente. Sin embargo, en dos ciudades, Homs y Hama, las élites locales se negaron a permitir que se celebren elecciones. Un levantamiento de dos días liderado por Fawzi al-Qawuqji y en gran parte apoyado por la población local ocurrió en Hama del 4 al 5 de octubre de 1925. Esto fue seguido en septiembre de 1926 por una insurrección completa. Las fuerzas francesas se apresuraron a sofocar la nueva amenaza, que le dio vida a la rebelión en otra parte. En ese momento, la falta de tropas significaba que para que los franceses se concentraran en Homs y Hama, tuvieron que descuidar otras regiones, permitiendo que la revuelta se extendiera. En dos meses, la región de Homs-Hama cayó, pero el conflicto allí compró a los rebeldes en otro lugar muy necesario para respirar, y les enseñó a los rebeldes en Damasco una valiosa lección sobre la colocación de tropas.
A pesar de las revueltas en Homs y Hama, la participación en las elecciones sugirió a los franceses que el pueblo sirio deseaba la paz; en las áreas rurales alrededor de Homs y Hama, donde no se reportó violencia, la participación electoral fue del 95%. Además, reveló que muchos de los beligerantes eran élites locales, y cuando se ofreció nuevamente la amnistía total en febrero de 1926, todo el país, con excepción del Monte Druso y Damasco, se pacificó.
Las lecciones que los rebeldes aprendieron de Homs y Hama fueron muchas, y eso sostuvo la rebelión durante un año y medio más. Homs y Hama se perdieron porque los rebeldes concentraron sus fuerzas frente a la abrumadora potencia de fuego francesa, porque fortalecieron su posición y esperaron a que llegaran los franceses, y porque no intentaron cortar las líneas de comunicación francesas. En Damasco, los rebeldes se dispersaron, de modo que ningún fuego de artillería al azar los derrotaría. Además, cuando los drusos atacaron Damasco, lo hicieron desde varias direcciones. Ambos grupos cortaron repetidamente las líneas de comunicación francesas, y aunque los franceses sufrieron pocas dificultades para restaurarlas, el efecto psicológico que la destrucción tuvo sobre ellos fue significativo.
A pesar de la amplitud de la rebelión y los éxitos rebeldes iniciales, la persistencia de los franceses hizo inevitable su derrota. A principios de 1926, habían aumentado su número de tropas a 50,000, aproximadamente el tamaño total de la población drusa. Para la primavera, gran parte de Damasco había sido destruida por fuego de artillería, y los líderes nacionalistas habían sido forzados al exilio. En la primavera del año siguiente, los drusos fueron derrotados decisivamente y el sultán al-Atrash se exilió en Transjordania para escapar de la pena de muerte.

## Consecuencias

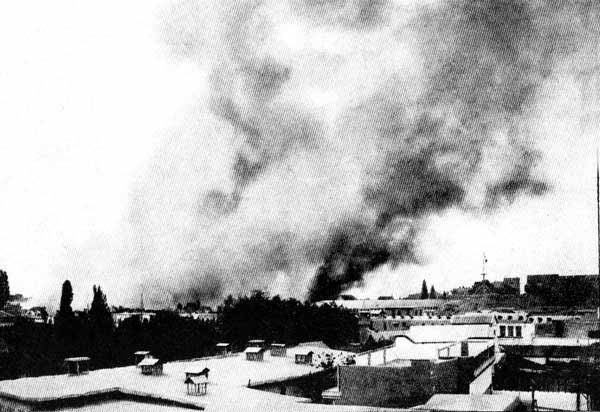
Damasco en llamas después de que el Alto Comisionado Sarrail dio órdenes de bombardear la ciudad.

La Gran Revuelta Siria, aunque fue una pérdida para los rebeldes, resultó en cambios en la actitud francesa hacia el imperialismo en el Levante. Se creía que el gobierno directo era demasiado costoso, y en Siria, la amenaza de intervención militar fue reemplazada por negociación diplomática. Se adoptó un enfoque más suave del dominio sirio, y en marzo de 1928, justo un año después de que se sofocó la rebelión, se anunció una amnistía general para los rebeldes sirios. Se adjuntó un pequeño apéndice, decretando que el liderazgo de la rebelión, incluido el Sultán al-Atrash y el Dr. Shahbandar, no podría regresar.
El impacto en Siria fue profundamente negativo. Al menos 6,000 rebeldes fueron asesinados, y más de 100,000 personas quedaron sin hogar, una quinta parte se dirigió a Damasco. Después de dos años de guerra, la ciudad estaba mal equipada para hacer frente a la afluencia de sirios desplazados, y Hama quedó igualmente devastada. En toda Siria, las ciudades y granjas habían sufrido daños significativos, y la agricultura y el comercio cesaron temporalmente.

## Legado
La Gran Revuelta Siria es un evento ampliamente recordado y conmemorado en Siria, y sus líderes son recordados y respetados por los sirios.
El sultán Pasha al-Atrash, el líder de la revuelta, es un héroe nacional en Siria y un símbolo ampliamente respetado de patriotismo y nacionalismo entre muchos sirios, especialmente los drusos.
Durante el período de la unidad sirio-egipcia, en una visita a la provincia de Suwayda, el presidente Gamal Abdel Nasser honró al sultán Pasha al-Atrash al otorgarle la medalla más alta de la República Árabe Unida, de manera similar, en 1970, el presidente sirio Hafez al-Assad honró al sultán Pasha al-Atrash por su papel histórico en la Revolución siria. A su funeral, en 1982, asistieron más de un millón de personas y el presidente de Siria, Hafez al-Assad, quien emitió una carta individual de luto al-Atrash.

## Lectura más lejana
- Michael Provence, "La gran revuelta siria y el surgimiento del nacionalismo árabe", University of Texas Press, 2005.
- Anne-Marie Bianquis et Elizabeth Picard, Damas, miroir brisé d'un orient arabe, édition Autrement, París 1993.
- Lenka Bokova, La confrontation franco-syrienne à l'époque du mandat – 1925–1927, éditions l'Harmattan, París, 1990
- Général Andréa, La Révolte druze et l'insurrection de Damas, 1925–1926, éditions Payot, 1937
- Le Livre d'or des troupes du Levant: 1918–1936. <Avant-propos du général Huntziger.>, Préfacier Huntziger, Charles Léon Clément, Gal. (S. l.), Imprimerie du Agencia typographique des troupes du Levant, 1937.

- Datos: Q1968718
- Multimedia: Great Syrian Revolt / Q1968718